# Classe Type 1935
La classe Type 1935  est une classe de douze torpilleurs construits pour la Kriegsmarine  avant la Seconde Guerre mondiale.

Ce sont de petits destroyers (en allemand : Fottentorpedoboot) répondant aux normes du Traité de Washington de 1922 ne devant pas dépasser les 600 tonnes de déplacement car l'intention était d'avoir un navire plus grand et plus armé que le  Schnellboot.

## Conception
En réalité les navires ont dépassé largement la clause du Traité de Washington. Plus rapide que les deux classes précédentes ils avaient un armement plus léger et une défense antiaérienne minimale. 

Les machines étaient peu fiables et difficiles à réparer. Leur tenue en haute mer était aussi déficiente et leur rayon d'action limité.

## Service
Ces navires ont combattu essentiellement en mer du Nord, en mer Baltique et dans la Manche.

Six unités ont été coulées durant la guerre, deux sabordées et une mise à la ferraille.
Les trois survivants ont été transférés aux marines alliées au titre de dommage de guerre.

## Les unités
| N° de coque | Chantier naval          | Lancement        | Mis en service    | Sort |
| ----------- | ----------------------- | ---------------- | ----------------- | --- |
| T 1         | Schichau-Werke - Elbing | 19 février 1938  | 1er décembre 1939 | coulé le 10 avril 1945 par bombardement sur Kiel                                                              |
| T 2         | Schichau-Werke - Elbing | 7 avril 1938     | 2 décembre 1939   | coulé le 29 juillet 1944 par bombardement sur Brême                                                           |
| T 3         | Schichau-Werke - Elbing | 28 juin 1938     | 3 février 1940    | coulé le 19 septembre 1940 par bombardement sur Le Havre renfloué et réparé ; coulé le 14 mars 1945 à Dantzig |
| T 4         | Schichau-Werke - Elbing | 15 avril 1938    | 27 mai 1940       | transféré à l'US Navy en 1945, puis aux Pays-Bas. Démantelé en 1951                                           |
| T 5         | DeSchiMAG - Brême       | 22 novembre 1937 | 23 janvier 1940   | coulé le 14 mars 1945 à Dantzig                                                                               |
| T 6         | DeSchiMAG - Brême       | 16 décembre 1937 | 30 avril 1940     | coulé le 7 novembre 1940 à Aberdeen                                                                           |
| T 7         | DeSchiMAG - Brême       | 18 juin 1938     | 20 décembre 1939  | coulé le 29 juillet 1944 par bombardement sur Brême renfloué et détruit en 1945                               |
| T 8         | DeSchiMAG - Brême       | 10 août 1938     | 8 octobre 1939    | détruit le 3 mai 1945                                                                                         |
| T 9         | Schichau-Werke - Elbing | 3 novembre 1938  | 4 juillet 1940    | détruit le 3 mai 1945                                                                                         |
| T 10        | Schichau-Werke - Elbing |                  | 5 août 1940       | coulé le 18 décembre 1944 pr bombardement à Gotenhaven                                                        |
| T 11        | DeSchiMAG - Brême       | 1er mars 1939    | 24 mai 1940       | Transfert à la France. Bir Hakeim (détruit en 1951)                                                           |
| T 12        | DeSchiMAG - Brême       | 12 avril 1939    | 3 juillet 1940    | Transfert à l'Union soviétique. Podvizhny (détruit en 1957)                                                   |